# Teretrius cylindratus
Teretrius cylindratus är en skalbaggsart som beskrevs av Desbordes 1930. Teretrius cylindratus ingår i släktet Teretrius och familjen stumpbaggar. Inga underarter finns listade i Catalogue of Life.